# Mathias Jung
Mathias Jung (Trusetal, 17 de diciembre de 1958) es un deportista de la RDA que compitió en biatlón.
Participó en los Juegos Olímpicos de Lake Placid 1980, obteniendo una medalla de plata en la prueba por relevos. Ganó tres medallas en el Campeonato Mundial de Biatlón entre los años 1981 y 1983.

## Palmarés internacional
| Juegos Olímpicos   | Juegos Olímpicos             | Juegos Olímpicos | Juegos Olímpicos |
| Año                | Lugar                        | Medalla          | Prueba           |
| ------------------ | ---------------------------- | ---------------- | ---------------- |
| 1980               | Lake Placid (Estados Unidos) | Medalla de plata | Relevos          |
| Campeonato Mundial |                              |                  |                  |
| Año                | Lugar                        | Medalla          | Prueba           |
| 1981               | Lahti (Finlandia)            | Medalla de oro   | Relevos          |
| 1982               | Minsk (URSS)                 | Medalla de oro   | Relevos          |
| 1983               | Antholz (Italia)             | Medalla de plata | Relevos          |